# Дальнее Чесночное
Дальнее Чесночное — село в Алексеевском районе (городском округе, с 2018) Белгородской области, входит в состав Мухоудеровского сельского поселения.

## Описание
Село расположено в восточной части области, на реке Тихая Сосна в 10 км к северо — востоку от районного центра, города Алексеевки. Ближайшая железнодорожная станция ЮВЖД — «94 км». 
| 1859 | 1897 | 2002 | 2010 |
| ---- | ---- | ---- | ---- |
| 640  | ↘517 | ↘159 | ↘131 |

Улицы и переулки
| - ул. Заречная - ул. Лесная - ул. Мира - ул. Надежды | - 1-й пер. Мира - 2-й пер. Мира - 3-й пер. Мира |

## История
Возникновение и название села связано с созданием укрепленных участков Белгородской черты по р. Тихой Сосне. Для перекрытия переправ (перелазов) через реку от набегов крымских и ногайских орд кочевников по проходившему в этой местности Кальмиусскому шляху, в воде затапливались брёвна «с гвоздьём дубовым частым», — «чесноки».
Упоминается в Памятной книжке Воронежской губернии за 1887 год как "Чесношный хуторъ къ слободѣ Алексѣевкѣ" Ольшанской волости Бирюченского уезда. Число жителей обоего пола — 468, число дворов — 70.
В 1859 году в Бирюченском уезде — «хутор казенный Чесношный при реке Тихой Сосне» «по правую сторону большого почтового тракта из г. Бирюча до г. Острогожска» — 70 дворов, 640 жителей (317 мужск. и 323 женск. пола).
На 17 января 1979 г. в селе Дальнее Чесночное Мухоудеровского сельсовета Алексеевского района — 300 жителей, на 12 января 1989 г. — 195 (77 мужчин, 118 женщин), на 1 января 1994 г. — 174 жителя. 
В 1997 г. в с. Дальнем Чесночном Мухоудеровского сельского округа Алексеевского района — 99 домовладений.